# Berretto da baseball

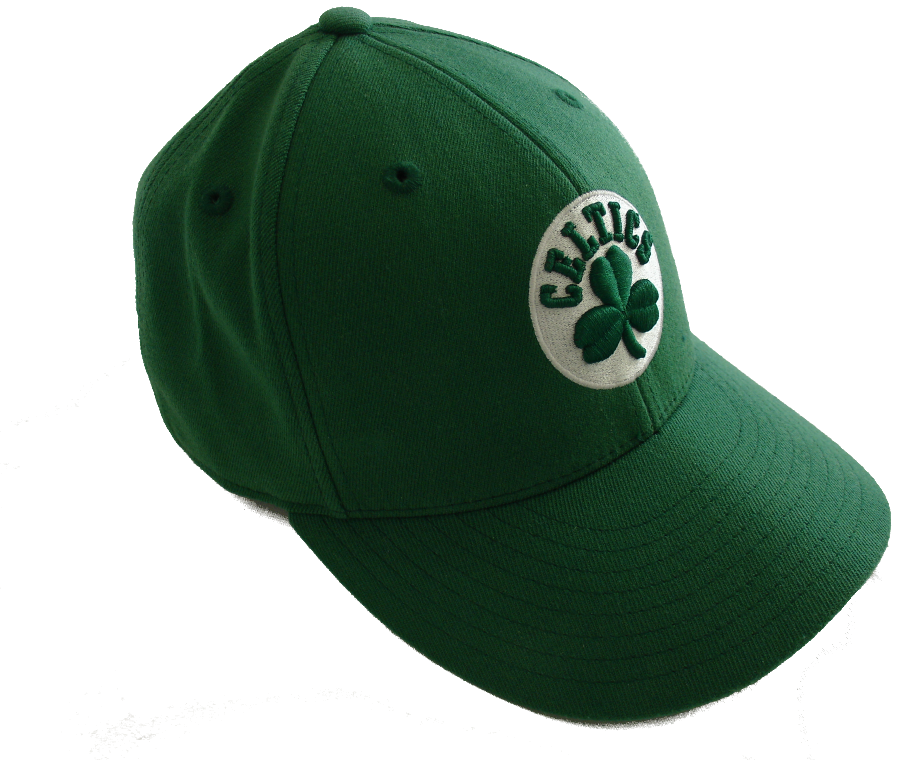
Berretto da baseball della squadra dei Celtics di Boston

Il berretto da baseball (impropriamente chiamato cappello da baseball o cappellino) è un tipo di copricapo morbido, derivato dalla coppola, dotato di una lunga visiera, ricurva o piatta. Spesso i berretti da baseball sono dotati sulla parte posteriore di un elastico o di un velcro, che serve ad adattare la misura del copricapo alla testa dell'indossatore.
Questi berretti sono decorati sulla parte anteriore con il logo o il nome della squadra o dell'università che sponsorizzano, o del marchio di produzione. Il berretto da baseball fa parte della tradizionale uniforme  indossata dai giocatori, con l'orlo rivolto in avanti per proteggere gli occhi dal sole.  

L'associazione di questo tipo di berretto con lo sport del baseball è relativa, dato che da decenni è ormai entrato a far parte della moda casual o sportiva statunitense, europea e giapponese. Nell'abbigliamaento casual, nel corso degli anni, è diventato di moda indossare il berretto con la visiera su un lato, o dietro la testa, soprattutto nell'ambito della cultura hip hop. 

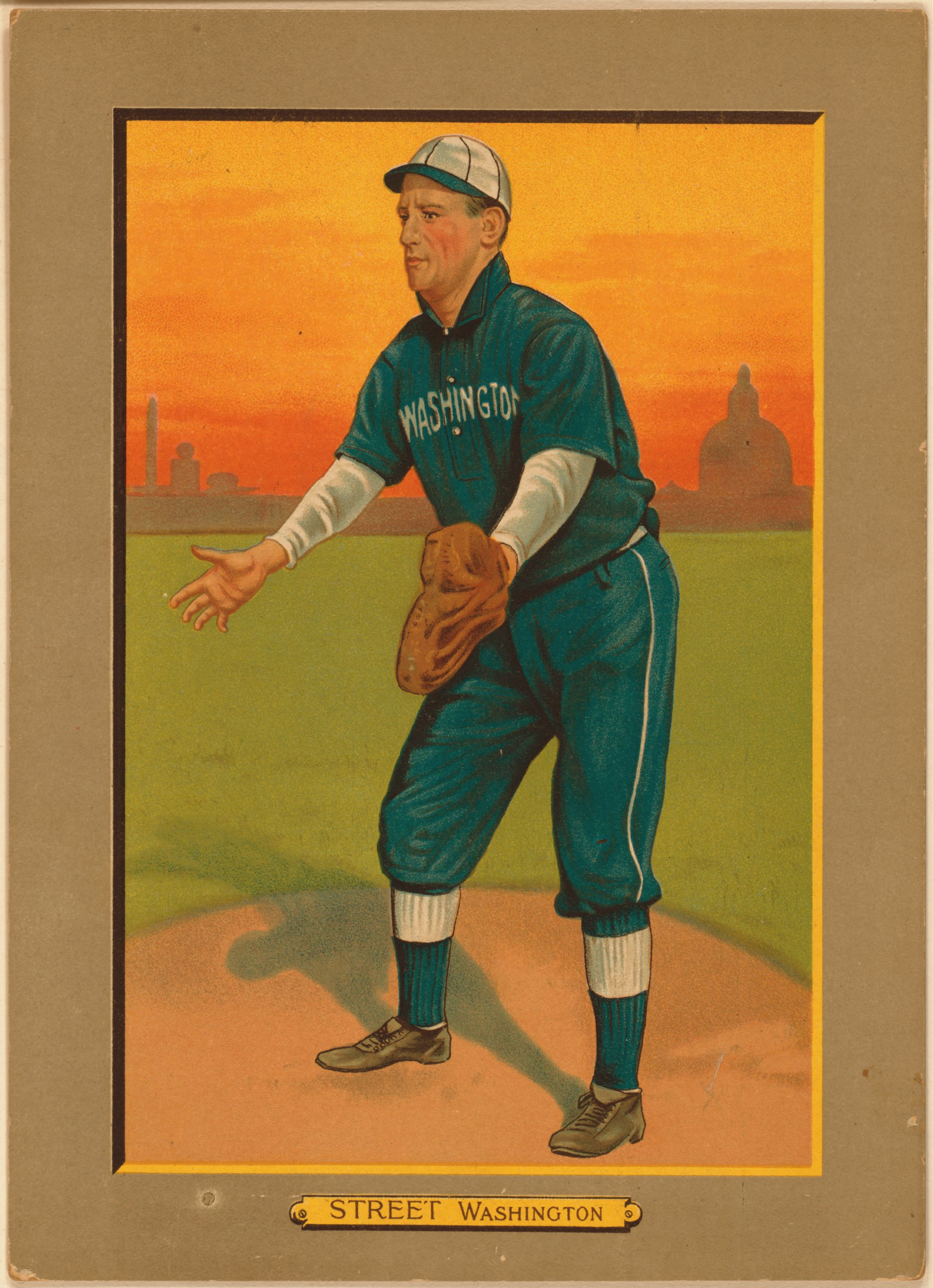
Figurina che rappresenta un giocatore con un vecchio modello di berretto da baseball

## Storia
Nel 1860, la squadra dei Brooklyn Excelsiors indossava l'antenato del moderno berretto da baseball arrotondato, che presentava una lunga cima e un bottone; nel 1900, il berretto "Brooklyn style" divenne popolare.
Durante gli anni '40, la gomma di lattice divenne il materiale di rinforzo all'interno del cappello e nacque il berretto da baseball moderno. La visiera ampia è stata ideata per proteggere gli occhi del giocatore dal sole. In origine, i berretti indossati dai giocatori di baseball erano sprovvisti di visiera o comunque questa era molto corta. Con il tempo il cappello è diventato più strutturato, rispetto al modello del XIX e all'inizio del XX secolo.
Il berretto da baseball era ed è ancora un mezzo importante per identificare una squadra. Infatti, il logo, la mascotte o l'iniziale della squadra sono posizionati sul cappuccio. Il cappello è anche cucito nei colori ufficiali della squadra di appartenenza. 
La forma di base, compresa la visiera curva, è simile ad alcuni stili di cappelli solari del 19 ° secolo.
Lo stile attuale del berretto da baseball fu reso popolare dal giocatore Babe Ruth dei New York Yankees sul finire degli anni venti. 

## Descrizione

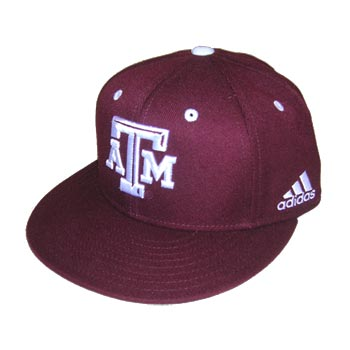
Berretto da baseball con visiera rigida

Berretti da baseball aderenti, quelli senza un regolatore posteriore, sono normalmente cuciti in sei sezioni, e possono essere sormontati da un bottone rivestito in tessuto abbinato al colore principale sulla corona. Occhielli in metallo o occhielli in tessuto sono spesso cuciti o attaccati vicino alla parte superiore di ciascuna delle sei sezioni di tessuto per fornire ventilazione. In alcuni casi, le sezioni posteriori della corona sono realizzate in materiale reticolare a rete per una maggiore ventilazione. La visiera è tipicamente irrigidita da un pezzo di cartone cucito o da una plastica rigida.
I berretti da baseball sono fatti di molti tipi di materiali e sono modellati in vari stili per scopi diversi. I giocatori di baseball delle Major e Minor League indossano cappelli classici in lana (o, più recentemente, in poliestere) con il logo e i colori della loro squadra; il logo è solitamente ricamato nel tessuto sulla parte frontale.
Precedentemente, i cappelli da baseball erano realizzati solo in taglie standard. Dai primi anni '70, sono stati anche fabbricati in una forma unica per tutti ma con una cinghia di regolazione nella parte posteriore. Lo stile, comunemente chiamato snapback, è diventato sempre più popolare come accessorio di moda. I progressi nel settore tessile hanno portato al cappello "stretch fit", che utilizza Lycra o gomma per consentire la regolabilità all'interno delle taglie. La parte anteriore può essere morbida ma più comunemente è irrigidita per mostrare il logo in maniera più chiara.
I tre tipi principali di berretti da baseball sono:
- Snapback hat: copricapo con chiusura a scatto sul retro con visiera piatta, profilo alto, regolabile.
- Dad hat: non strutturato, profilo basso, visiera curva, regolabile.
- Fitted hat: tesa piatta, cappuccio strutturato, profilo alto, non regolabile.

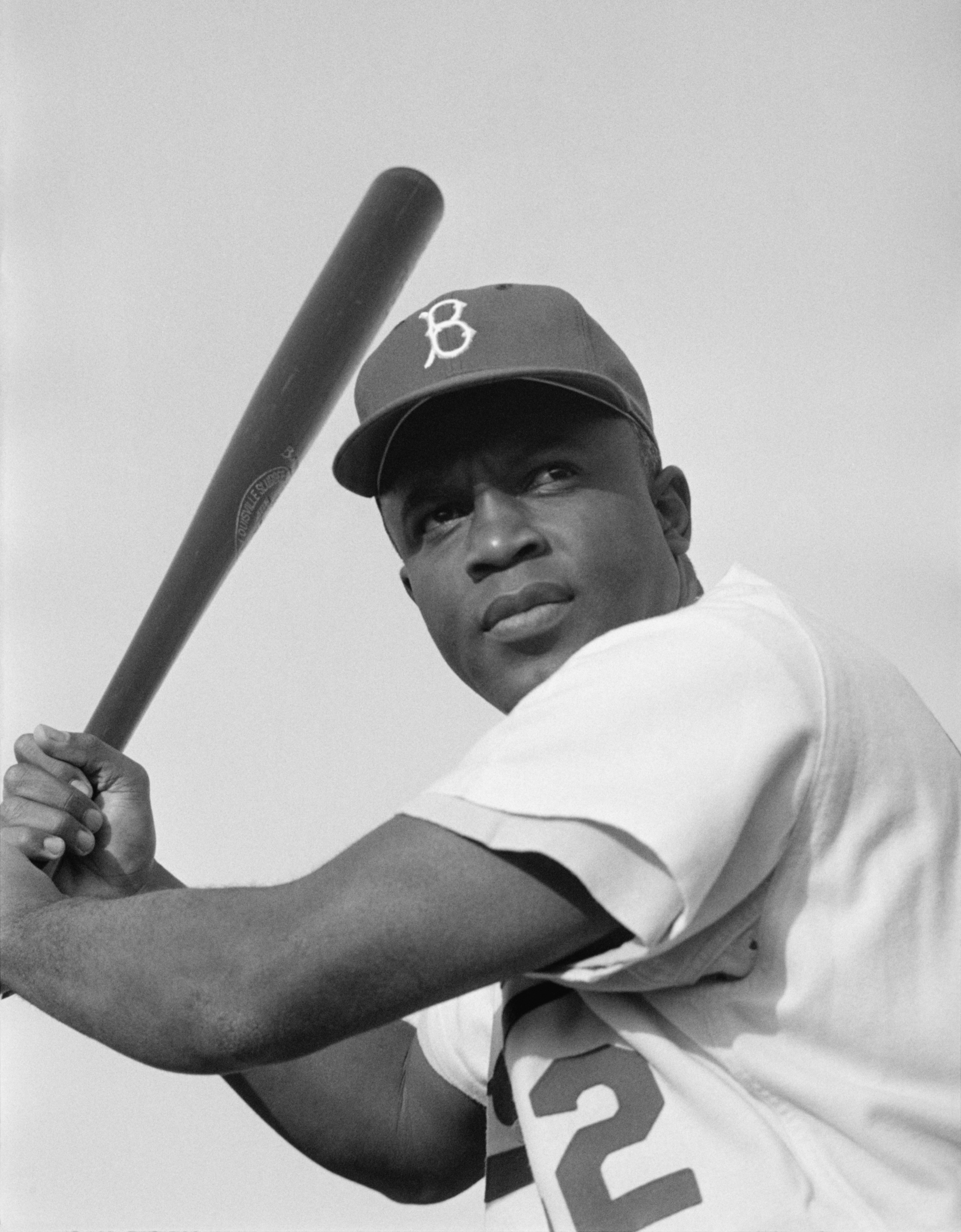
Jackie Robinson, Brooklyn Dodgers, 1954

## Utilizzo
Alcune forze armate usano cappelli da baseball come parte della loro uniforme, compresa la Marina Militare degli Stati Uniti e la Guardia Costiera degli Stati Uniti. Usato principalmente con la divisa da lavoro e le tute, il berretto da baseball di solito ha un logo sul davanti per indicare l'affiliazione al comando. Cappelli da baseball di un colore particolare sono indossati per denotare una funzione specifica di una persona o di un particolare lavoro. Ad esempio, nell'esercito degli Stati Uniti, i paracadutisti indossano cappelli da baseball rossi e gli istruttori di paracadute indossano cappelli da baseball neri come parte della loro uniforme. In vari squadroni i berretti utilizzati per le rispettive squadre di baseball sono stati adottati anche come berretti dell'uniforme.
In molte forze di polizia degli Stati Uniti, il berretto da baseball è indossato come un'alternativa più pratica al tradizionale cappello a visiera, generalmente utilizzato dai dipartimenti dello sceriffo e dalle forze di polizia dello Stato. Questo è più comune sulla costa occidentale, mentre negli Stati orientali il berretto con visiera tradizionale è più comune. 
Il berretto da baseball è anche comunemente usato dalle Compagnie di sicurezza private come un economico e pratico copricapo della loro uniforme.
Negli ultimi anni c'è stata una marcata tendenza tra le forze di polizia e altri corpi in uniforme in tutto il mondo per sostituire i cappelli con visiera e altri copricapi tradizionali con cappelli da baseball economici e comodi. In Italia Il berretto da baseball è diventato da anni il copricapo dell'uniforme della Polizia di Stato, sia del personale dei ruoli ordinari e sia di quelli tecnici. Nel Regno Unito il berretto da baseball è unisex e adatto per essere indossato da ufficiali sia maschili che femminili. Nel 2017 le forze di polizia del Northamptonshire, Cheshire e del Lancashire hanno adottato cappelli da baseball rinforzati appositamente noti come "Bump Caps", per sostituire i caschi e le bombette precedentemente utilizzati.
La polizia finlandese usa un berretto da baseball che è considerato un dispositivo di identificazione ufficiale e non può essere indossato o addirittura esibito da civili, e ha in gran parte sostituito la tradizionale bustina.
Molte unità armate della polizia di tutto il mondo, in particolare SWAT negli Stati Uniti e Specialized Firearms Command della polizia metropolitana del Regno Unito, spesso indossano cappelli da baseball per proteggere gli occhi dal sole nelle operazioni in cui un casco completo sarebbe particolarmente ingombrante.

## Curiosità
Nella serie televisiva Magnum P.I. il protagonista Tom Selleck indossa praticamente sempre un berretto da baseball dei Detroit Tigers, tranne in situazioni in cui indossa un abbigliamento formale. Anche i suoi ex compagni del Vietnam lo indossano saltuariamente, soprattutto T.C. (interpretato da Roger E. Mosley) e probabilmente la fortunata serie ha influenzato la moda casual che, proprio da quel periodo - anni 80 - ha visto un'espansione nell'utilizzo del berretto da baseball, utilizzo esteso negli anni anche alle donne.